# Orsonwelles torosus
Orsonwelles torosus es una especie de arácnido del orden de la arañas (Araneae) y de la familia Linyphiidae.

## Distribución geográfica yhábitat
Es endémica de la isla de Kauai en Hawái. Quizá esté extinta, pues no ha sido vista por los aracnólogos desde finales del siglo XIX.